# 何濼生
何濼生，BBS，嶺南大學潘蘇通滬港經濟政策研究所所長，珠海學院前商學院院長，前嶺南大學經濟學系主任，爲幫幫香港出聲行動的主要召集人之一，也經常就不同社會議題發表意見。何氏專攻政策研究，曾任職加拿大安大略省政府經濟部及安大略省經濟局，其後在香港中文大學任教凡12年，1995年底轉到嶺南大學，任職經濟系教授、並兼任系主任及公共政策研究中心主任，其間2004-2010曾卸任系主任職。何氏1999-2007 曾為香港經濟學會會長。2015年何氏退休，但仍兼任教授及潘蘇通滬港經濟政策研究中心高級研究員和顧問。2016年九月起任珠海學院任商學院院長凡三年。何氏早歲就讀聖公會聖提摩太小學和喇沙書院，認為耶穌把誅罪人和惠「選民」的舊約改革成救罪人和平等觀的新約十分難得。何氏在加拿大留學期間皈依佛教，並創立多倫多佛學會，又曾任多倫多佛教聯合會的召集人，三度參與組織大型佛誕慶祝活動。何氏是加拿大佛教教育基金董事、佛教劉金龍中學校董。何氏遵誠祥法師意翻譯了台灣出版的佛陀的100個故事，其後再譯心經、禪宗三祖的信心銘，乃至老子的道德經。除逾百篇經濟學論著外，何濼生著有 Human Spirituality and Happiness, Psychology and Economics of Happiness, Public Policy and the Public Interest 等書；其编纂書目包括Public Governance in Asia and the Limits of Electoral Democracy, Education Reform and the Quest for Excellence，Hong Kong, China, and the World Economy 等。政治取態方面，何氏視防濫權的管治為重中之重，而反而輕選舉和政黨輪替。防濫權首重法治和制衡，並輔以新聞和出版自由。新聞和出版自由則須在建基於互相尊重的法律框架下運作。2021 年何氏獲湯家驊創立的民主思路邀請委任為香港政治及行政學苑名譽校長。
1988年，何濼生建議地鐵公司（今港鐵公司）鼓勵乘客於非繁忙時段乘搭地鐵，地鐵公司便於同年6月推行繁忙時間附加費和非繁忙時間的早晨特惠計劃。
公職方面，何氏曾被委任為中央政策組兼職顧問，香港金融管理局金融研究所顧問團成員，太平洋經濟合作議會香港委員會成員，醫院管理局研究委員會成員，公務員薪俸及服務條件常務委員會成員等。2016年何氏獲特區政府頒銅紫荊星章，以表揚其在政策研究上的建樹。

## 外部連結
- 何濼生@灼見名家 （页面存档备份，存于）